# Wissen
Wissen là một đô thị thuộc huyện Altenkirchen, trong bang Rheinland-Pfalz, phía tây nước Đức. Đô thị Wissen có diện tích 34,88 km², dân số thời điểm ngày 31 tháng 12 năm 2006 là 8416 người. Đô thị này nằm bên sông Sieg, approximately 12 km về phía đông bắc của Altenkirchen.
Wissen là thủ phủ của Verbandsgemeinde ("đô thị tập thể") Wissen. 